# Estádio Jorge Luis Hirschi
O Estadio Jorge Luis Hirschi era um estádio de futebol localizado na cidade de La Plata, na Argentina.
Inaugurado no Natal de 1907, era o estádio do Club Estudiantes de La Plata. Tinha capacidade para 23.000 espectadores.
Em 2005 o estádio foi demolido e em seu lugar foi construído um novo estádio para o clube, batizado de Tierra de Campiones (Terra de Campeões em espanhol).
A previsão do clube é utilizar o novo estádio em 80% do jogos como mandante, utilizando o Estádio Ciudad de La Plata apenas para jogos importantes.